# Ryo Nagai
Ryo Nagai (永井 龍 Nagai Ryō?, Nishinomiya, Hyogo, 23 de mayo de 1991) es un futbolista japonés que juega como delantero en el Fagiano Okayama de la J2 League.

## Trayectoria

### Clubes
| Club                       | País      | Año       |
| -------------------------- | --------- | --------- |
| Cerezo Osaka               | Japón     | 2010-2015 |
| Perth Glory F. C. (cedido) | Australia | 2012-2014 |
| Oita Trinita (cedido)      | Japón     | 2015      |
| V-Varen Nagasaki           | Japón     | 2016      |
| Nagoya Grampus             | Japón     | 2017      |
| Matsumoto Yamaga F. C.     | Japón     | 2018-2019 |
| Sanfrecce Hiroshima        | Japón     | 2020-     |
| Fagiano Okayama (cedido)   | Japón     | 2022-     |

## Estadística de carrera

### J. League
| Club             | Año   | J. League | J. League | Copa J. League | Copa J. League | Total | Total |
| Club             | Año   | Part.     | Goles     | Part.          | Goles          | Part. | Goles |
| ---------------- | ----- | --------- | --------- | -------------- | -------------- | ----- | ----- |
| Cerezo Osaka     | 2010  | 7         | 0         | 0              | 0              | 7     | 0     |
| Cerezo Osaka     | 2011  | 10        | 0         | 0              | 0              | 10    | 0     |
| Cerezo Osaka     | 2012  | 8         | 0         | 5              | 0              | 13    | 0     |
| Cerezo Osaka     | 2014  | 21        | 3         | 2              | 0              | 23    | 3     |
| Cerezo Osaka     | 2015  | 1         | 0         | -              | -              | 1     | 0     |
| Oita Trinita     | 2015  | 9         | 2         | -              | -              | 9     | 2     |
| V-Varen Nagasaki | 2016  | 41        | 17        | -              | -              | 41    | 17    |
| Nagoya Grampus   | 2017  | 23        | 6         | -              | -              | 23    | 6     |
| Total            | Total | 120       | 28        | 7              | 0              | 127   | 28    |